# Csíkszentmártoni római katolikus templom
A csíkszentmártoni római katolikus templom Csíkszeredától 17 km-re délkeletre,  Csíkszentmárton központjában található. Románia műemlékeinek hivatalos jegyzéke műemléktemplomként a HR-II-a-B-12964 sorszámmal tartja számon.

## Története
Csíkszentmárton egyházközséget először 1333-ban, Sancto Martino néven említették az oklevelek.
Első templomát a 15. században építették gótikus stílusban, amelynek töredezett szentségtartófülkéjét a mai templom cintermébe építették be. Az egykori templom keresztelőkútja a 16. századból származik és kora reneszánsz stíluselemeket őriz.
Ugyancsak a középkori templomból maradt meg az 1525-ben készült  Mária szobor, amelyet az új templom  bal oldali falának fülkéjében helyeztek el.
A középkori templomot 1749-ben lebontották és helyette felépítették az egyházközség második templomát.
A templomtornyot  1749-ben Szabó Ferenc spectabilis építtette, amelyet később magasítottak. A torony tetején lévő bádogkereszt 1765-ben készült, majd 1860-ban újabbal cserélték ki.
A templomot 1802-1817 között barokk stílusba átépítették. Az új templom megőrizte a régi tornyát  és akkor nyerte el a mai végleges formáját. 1817. június 14-én Rudnay Sándor püspök szentelte fel Szent Márton tiszteletére.

## Leírása

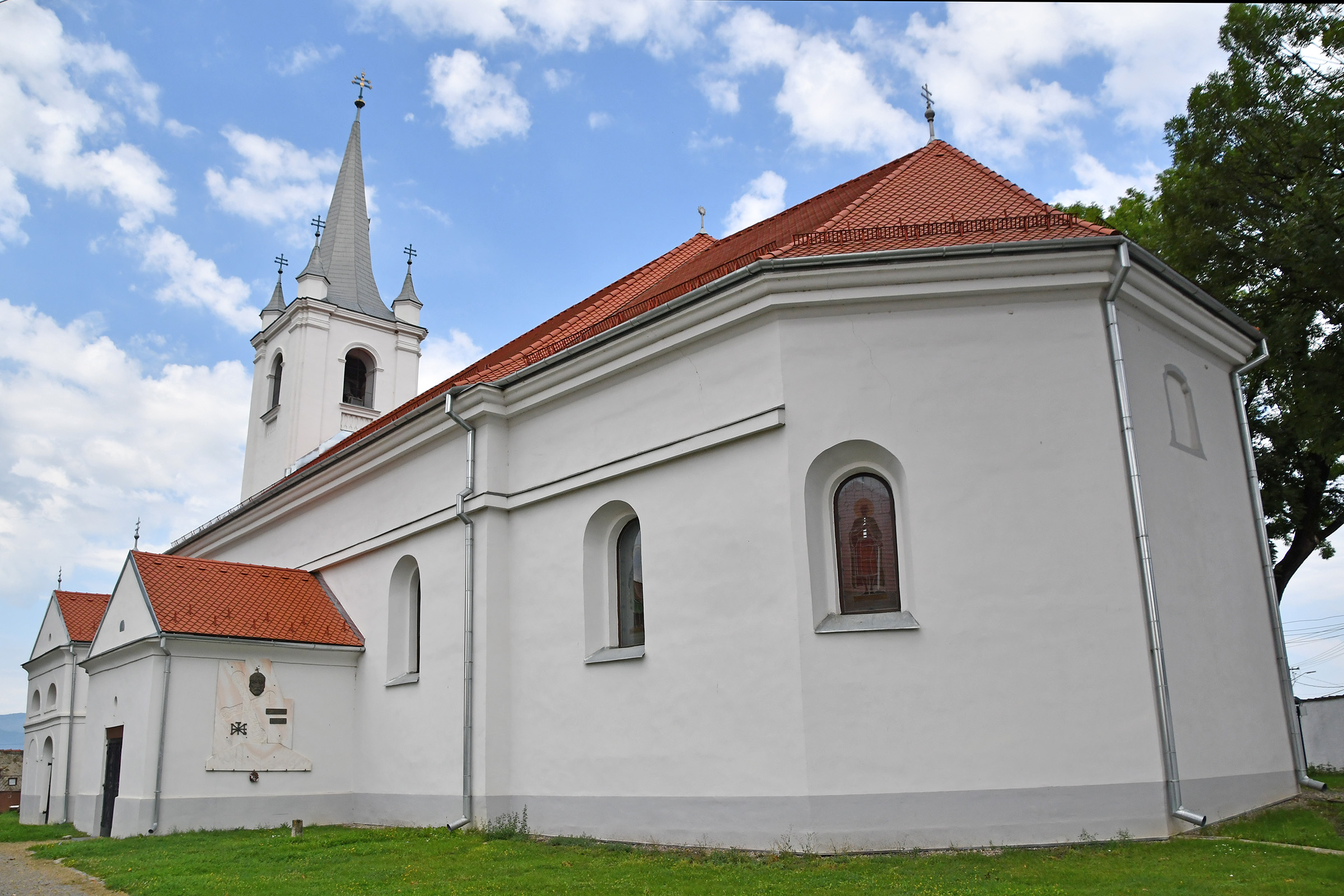
A római katolikus templom

A templom hossza 35 méter, szélessége 13 méter, a torony magassága  24 méter.
A feljegyzés szerint a régi templomnak három oltára volt: a főoltáron a Mária szobor állt, amelynek talapzatán a következő felirat volt látható:
ANNO DOMINI 1525.
A Domus Historia szerint a Lourdi kápolna bejárata fölött Szent Márton, Szent Miklós, Szent Márk és az angyalok szobrai voltak elhelyezve.
A mai főoltáron Szent Péter és Szent Pál szobrai láthatók, a szentélyen pedig díszes emelvényen a Jézus szíve szobor áll, vele szemben Szent József szobra.
A főoltár felett 1960-ig freskórészletek voltak láthatók, amelyek a pogány korra utaló szimbólumokat tartalmaztak.
A templom oltárképe Szent Márton püspököt ábrázolja. A két mellékoltár egyikén a Szent Család képe látható, középen a kis Jézus, mellette Szűz Mária és Szent József, a háttérben pedig Szent Joachim és Szent Anna. A másik mellékoltáron Nepomuki Szent János látható, ezeket a képeket Pap János brassói festő készítette.
A Szent Kereszt tiszteletére készült harmadik mellékoltár egykor a kis kápolnában volt elhelyezve, amelyet 1899-ben kicseréltek és helyébe Lourdesi Szűzanya szobra került.
A keresztúti képek 1876-ban készültek.
A szentélyben kőből készült keresztelő kút áll, amely a 15. századból származik.
A régi templomból fennmaradt nagy értékű Mária szobor  1525-ben készült, amelyet az új templom  bal oldali falának fülkéjében helyeztek el.
A templom főoltára és szószéke az 1840-es években készült és  klasszicista díszítőelemeket tartalmaz. Alkotója  Hoffmayer Simon a kolozsvári barokk szobrásziskola utolsó jellegzetes képviselője.
A Csíkszentmártoni templom szószéke barokk elemeket őriz, felépítési rendszere is a barokk hagyományokat követi. Művészeti ábrázolásmódja ugyancsak a barokk jelentőségét hangsúlyozza, ezt tükrözik a bibliai jeleneteket ábrázoló domborművek. A szószéken látható festmények szintén Pap János munkái.
A templom orgonája, 1870-ben készült, építője Nagy József brassói orgonakészítő.
A templomkerítés belső falába beépítve található a régi templom pasztoforiuma. Kiváló értéket képvisel a templom kápolnájában lévő feszület és az 1665-ből származó ezüstből készült aranyozott gyertyatartó.

### Tornya

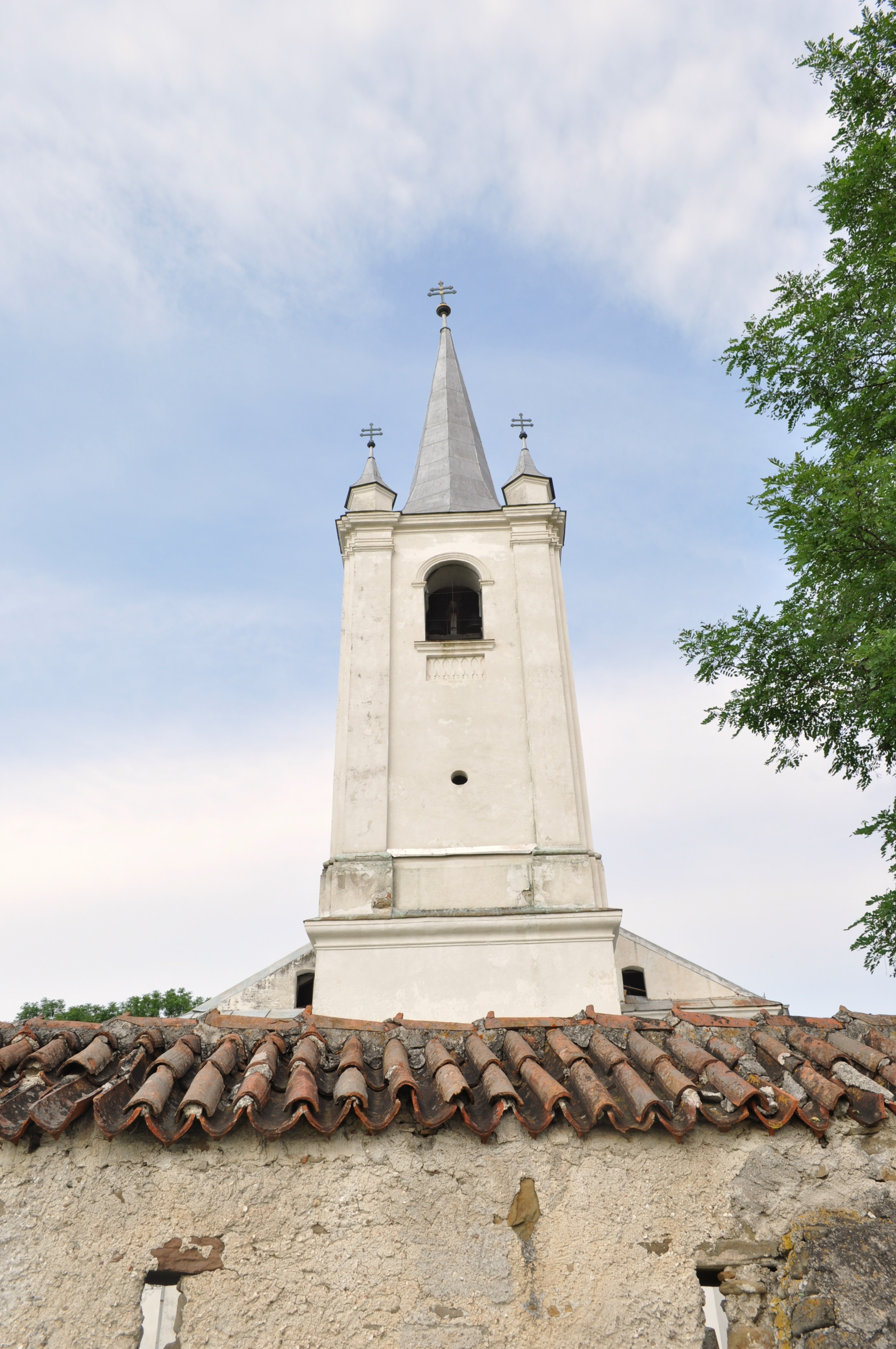
A templom tornya

A 24 méter magas, négy fiatoronnyal kiegészített templomtornyot Szabó Ferenc spectabilis építette 1749-ben, amelyet a későbbi javítások során  magasítottak.
A műemléktemplomnak három harangja van.
Orbán Balázs  feljegyezése szerint a gótikus templom három mázsás harangját 1495-ben öntötték, amely eredetileg az egykori Hágó tetői  kápolnában volt elhelyezve.
1688-ból származik az a legnagyobb, nyolc mázsás harang, amelyen az alábbi felirat olvasható:
„SANCTE MARTINE ET CONFESSOR ORA PRO NOBIS DEUM UT HUJUS CAMPANAE AD QUID LOCUM PERVENERIT SEMPER IMBER RECEDAT FIERI CURAVIT ECCLESIA CSIK SZENT MARTONIENSIS A UX: G. D. MICHT.LITT. IVR. NOTARII S.S. CSIK INFERNI ANNO 1688. STEPHA BOLTOSCH FUDIT.”
Azaz:
„Szent Márton vértanú és hitvalló kérd értünk az Istent, hogy ahová ezen harang hangja eljut távozzék minden jégverés. Készítette a Csíkszentmárton egyházközség G.D. Literatus Mihály Alcsík főjegyzőjének segítségével 1688-ban, öntötte Boltosch István”.
Az első világháború idején vitték el beolvasztani azt a másodoló három mázsa egy fontos harangot, amelyet 1770-ben Szent István tiszteletére készíttettek.

### Várfala
A templomot lőréses várfal veszi körül, amely az 1744-1745-ös években épült. Keleti részét később lebontották, mert az új templom sanctuariumát építették arra a részre. Az omladozó kőkerítést 1882-1883. között kiegészítették és megnagyobbították. 1858-ban a leomlott  útfelőli falrészt  újraépítették.
A kőkerítésen belül van a régi köztemető, ahová  1819-től kezdtek temetkezni. Az egyházközség  jelesebb személyiségeit a cinterembe temették.
A templomkerítés belső falába beépítették a régi templom pasztofóriumát, amelynek helyébe a kőből faragott szentségtartó fülke került.